# Gorgonia flavescens
Gorgonia flavescens is een zachte koraalsoort uit de familie Gorgoniidae. De koraalsoort komt uit het geslacht Gorgonia. Gorgonia flavescens werd in 1924 voor het eerst wetenschappelijk beschreven door Kükenthal. 